# Augochloropsis argentina
Augochloropsis argentina är en biart som först beskrevs av Heinrich Friese 1908.  Augochloropsis argentina ingår i släktet Augochloropsis och familjen vägbin. Inga underarter finns listade.